# Gasterophilidae
Famille
Les Gasterophilidae étaient une famille d'insectes diptères de l'infra-ordre des Muscomorpha. On réfère désormais à ce groupe comme les Gasterophilinae, une sous-famille des Oestridae.